# John Cazale
John Holland Cazale (Revere, Massachusetts, 12 de agosto de 1935-Nueva York, 13 de marzo de 1978) fue un actor de cine y teatro estadounidense. Durante su corta carrera, actuó en cinco producciones cinematográficas en un periodo de siete años, todas ellas nominadas al Premio Óscar a la mejor película: El padrino (1972), La conversación (1974), El padrino II (1974), Tarde de perros (1975) y The Deer Hunter (1978). Mientras estudiaba actuación en el Boston College, comenzó a desarrollar el estilo que lo acompañó a lo largo de su carrera posterior, explorando los aspectos internos, las motivaciones y el trasfondo de sus personajes, y construyéndolos a partir del dolor. A menudo, el resultado eran personajes débiles, vulnerables o vacilantes, que podían ser trágicos y graciosos al mismo tiempo. Debido al enfoque y compromiso con su trabajo, llegó a ser descrito por sus colegas como «perfeccionista», «meticuloso» y «maníaco».
Su trayectoria comenzó en el teatro de Boston y más tarde en la ciudad de Nueva York, en obras regionales y off-Broadway, compartiendo escenario con Al Pacino. Durante los años 1960, actuó en múltiples obras del dramaturgo Israel Horovitz, incluyendo The Indian Wants the Bronx y Line, por las cuales ganó el Premio Obie. Fue su trabajo en Line que logró llamar la atención del director de casting Fred Roos, quien se lo sugirió a Francis Ford Coppola para el papel del débil Fredo Corleone en El padrino. Su irrupción en el cine se dio en el contexto del nuevo Hollywood, cuando se comenzó a dar mayor protagonismo a actores «étnicos» como Cazale, de ascendencia italiana e irlandesa. De la mano de Coppola, actuó en sus siguientes dos largometrajes: La conversación y la secuela de El padrino, donde su personaje tomó mayores dimensiones. En 1976, recibió su única candidatura a un galardón por su participación en el cine, el Globo de Oro al mejor actor de reparto por su actuación como el ladrón de bancos Sal en Tarde de perros, de Sidney Lumet. Pronto se convirtió en uno de los principales actores de carácter del cine estadounidense de la época.
Estaba trabajando en la obra Agamenón, de Joseph Papp, cuando se le diagnosticó cáncer de pulmón. A pesar de ello, aceptó un papel en el drama bélico The Deer Hunter. Falleció poco después de haber completado sus escenas a los 42 años de edad. En 2009, se estrenó el documental Descubriendo a John Cazale, que cuenta con entrevistas a cineastas y actores que trabajaron con él, incluyendo a Pacino, Coppola, Lumet, Meryl Streep y Robert De Niro, como también a una nueva generación de actores a quienes influenció, como Philip Seymour Hoffman y Steve Buscemi. Varios medios destacaron a Cazale como una figura influyente del cine de la década de 1970.

## Primeros años

### Familia e infancia
Cazale nació en Revere (Massachusetts), hijo de Cecilia (Holland, de soltera; 1898-1997), ama de casa, y John Joseph Cazale (1897-1957), vendedor de carbón. Su padre pasaba la mayor parte del tiempo trabajando en Nueva Inglaterra y su hermana mayor, Catherine, su hermano menor, Stephen, y él fueron criados por su madre. Sus abuelos paternos provenían de Génova; su abuelo, Giovanni Casale, llegó a Nueva York en 1868 a los dieciséis años de edad y firmó los documentos de naturalización como «Giovanni Cazale». Más tarde, se establecieron en Revere. Por el lado materno tenía ascendencia irlandesa con orígenes en Cork. Recibió una educación católica. De niño, admiraba la música de compositores clásicos como Arturo Toscanini, Johann Sebastian Bach, Claude Debussy, Richard Wagner y Joseph Haydn, un interés que heredó de su tía, quien de manera frecuente lo llevaba con su hermano a conciertos y museos en Nueva York, y de su abuela paterna, que solía cantar pequeños fragmentos de ópera en la casa. Además, era seguidor del equipo de béisbol Boston Red Sox y del jugador Ted Williams. Cuando tenía cinco años de edad, la familia se mudó a Winchester. Era un niño tímido y retraído, y según su hermano, la actuación «era la cosa más improbable a la que se podía dedicar». Sus padres lo enviaron al internado Buxton en Williamstown, donde cursó la secundaria y empezó a actuar en producciones teatrales del instituto, incluida King John de William Shakespeare.

### Inicios artísticos
Durante la década de 1950, estudió actuación en el Oberlin College y se graduó en el Boston College, donde coincidió con Olympia Dukakis. En esa época desarrolló la idea de que su rol como actor conllevaba compenetrarse con el sufrimiento del personaje. En el Boston College su profesor de actuación fue Peter Kass, definido como el «sagrado loco del teatro» y notable por incentivar a sus estudiantes a explorar los aspectos más oscuros y brutales del personaje. Sus primeros referentes actorales habían sido Montgomery Clift y Charles Laughton, y más tarde, mientras estudiaba actuación, Marlon Brando. A la vez que trabajaba medio horario como taxista, actuaba en el teatro Charles Playhouse de Boston, con participaciones en las obras Hotel Paradiso y Our Town en 1959. Al reseñar su actuación como George Gibbs en Our Town, el crítico Jean Pierre Frankenhuis dijo: «La interpretación [de Cazale] es absolutamente estupenda, hilarante, conmovedora, emocionante. Deseamos que hubiera más escenas con él, tal es la agradable interpretación que ofrece: ¡un comediante de primer orden!».
Con la intención de dedicarse a la actuación, se mudó a un apartamento en Nueva York, desde donde trabajaba fotografiando esculturas para galerías de arte y hacía retratos para actores. Hizo una de sus primeras apariciones en Nueva York en una producción del Equity Library Theatre de Paths of Glory, de Sidney Howard. Uno de sus amigos de la universidad, Marvin Starkman, quien en ese momento producía comerciales televisivos, intentó ayudarlo a conseguir trabajos como actor, pero Cazale resultaba «demasiado étnico» para la mayoría de ellos. No obstante, interpretó a un jefe nativoamericano en un spot de televisión para una compañía telefónica de Nueva York. En 1962, actuó en J.B., una producción off-Broadway de la obra de Archibald MacLeish. Ese mismo año, Starkman y Cazale filmaron el cortometraje The American Way, donde el segundo interpretó a un beatnik que intenta sin éxito hacer explotar algunos de los símbolos más característicos de la cultura estadounidense. A modo de anécdota, un día de rodaje, caminaba por la calle portando una caja de TNT de utilería cuando un policía lo detuvo para preguntarle a dónde iba, a lo que él respondió: «Estoy yendo a la casa de Marvin». Además se encargó del montaje de la cinta, de diez minutos de duración, que le llevó seis meses terminar. En Nueva York conoció a Al Pacino, otro aspirante a actor, mientras trabajaban juntos como mensajeros para la compañía petrolera Standard Oil. «Cuando vi por primera vez a John, me resultó instantáneamente muy interesante», recordó Pacino. «Todo el mundo estaba siempre a su alrededor porque él tenía una manera muy agradable de expresarse». Descubrieron que ambos querían dedicarse a la actuación cuando un día Cazale llevó un libro de Antón Chéjov al trabajo.

## Carrera

### Consolidación en el teatro (1965-1971)
Tras recorrer el país con la obra The Sign in Sidney Brustein's Window en 1965, al año siguiente se volvió a encontrar con Al Pacino después de «tres, cuatro o cinco años» para coprotagonizar y actuar juntos por primera vez en The Indian Wants the Bronx, la obra de Israel Horovitz, donde interpretó a un inmigrante indio. En un principio, Horovitz había seleccionado a un actor indio para el papel del inmigrante, pero debido a su falta de experiencia, finalmente fue reemplazado por Cazale. Horovitz explicó: «Es cierto, John es italiano, no hindú… de Winchester, Massachusetts, no de Delhi. Pero también es cierto que John Cazale es un actor refinado y sensible». Algunos miembros de la producción, incluidos el director, Pacino y Cazale, convivieron durante un tiempo en una casa comunal en Provincetown (Massachusetts). La obra se estrenó en el Eugene O'Neill Theatre Center de Waterford (Connecticut) y en 1968 se trasladó al Astor Place Theatre del circuito off-Broadway y totalizó 177 funciones. Por sus interpretaciones ambos actores consiguieron el Premio Obie de ese año. Ganó el mismo premio por su papel protagónico en Line, también de Horovitz, estrenada en el Café La MaMa en 1967. Paralelamente, en 1968, apareció en su único papel en televisión, interpretando a Tom Andrews en el episodio «The Peep Freak» del drama policial N.Y.P.D.
Durante la década anterior al apogeo del nuevo Hollywood, cuando los actores de aspecto «étnico» todavía no tenían gran aceptación, intentó sin suerte abrirse paso en el cine, lo que lo llevó a centrarse en el teatro. Su trabajo artístico no se limitó a la actuación y en su segunda colaboración con el director Marvin Starkman, el cortometraje The Box (1969), protagonizado por Michael Lombard, Cazale ofició de director de fotografía. Entre 1969 y 1972 fue miembro del Long Wharf Theatre de New Haven (Connecticut), donde participó de numerosas obras, entre ellas The Country People y The Iceman Cometh. En una reseña de su actuación en la obra The Contractor, de David Storey, a finales de 1971, The New York Times afirmó que «dos trabajadores irlandeses malévolamente cómicos [interpretados por Emery Bettis y Cazale] se convierten en el centro de atención» con la «experiencia y soltura de un equipo de vodevil».

### Éxito en el cine (1972-1975)
En 1971, Richard Dreyfuss invitó al productor Fred Roos a una obra off-Broadway en la que se encontraba actuando, una nueva función de Line, de Horovitz, donde también trabajaba Cazale. En ese momento, la producción de El padrino buscaba un actor para interpretar a Fredo Corleone y la presentación de Cazale —un desconocido para Roos— impresionó al productor. Terminada la obra, Ross se dirigió a los camerinos y Dreyfuss le presentó a Cazale: «Conocido como un fantástico actor en el círculo de actores de Nueva York, pero en la industria no era nadie», recordó el productor, que le ofreció la posibilidad de asistir al casting de El padrino, de Francis Ford Coppola, ante la incredulidad del actor. Roos le dijo a Coppola —quien tampoco lo conocía—: «Francis, este es Fredo. No necesitamos seguir buscando, es él». Durante los primeros cinco minutos de la reunión entre Cazale y Coppola, el director dijo decididamente: «Sí, este es nuestro Fredo», ya que transmitía la «calidez y dulzura» que quería para el personaje. De esa forma, consiguió el papel del segundo hijo de Vito Corleone y hermano mayor de Michael Corleone, al tiempo que coincidió con Marlon Brando y Al Pacino, respectivamente. De acuerdo con Marvin Starkman, sus escenas con Brando lo marcaron y se volvieron el mayor orgullo de su trayectoria. Aunque fue descubierto en el cine pasados sus treinta y cinco años de edad, ya era un actor experimentado al momento de unirse a El padrino y su incorporación a la gran pantalla se dio en el contexto del nuevo Hollywood, cuando se le permitió mayor protagonismo a actores «excéntricos, étnicos o simplemente extraños». El padrino llegó a los cines en 1972 y resultó un éxito tanto comercial como crítico, considerada seguidamente entre las mejores películas de la historia, y aunque Cazale tuvo un papel menor, este sentó las bases para un rol más prominente en la segunda parte de la trilogía.
En abril de 1974 se estrenó el thriller de misterio La conversación, donde tuvo un papel secundario como el empleado de una empresa de espionaje y asistente del protagonista (Gene Hackman), un personaje que Coppola escribió especialmente para Cazale. Hacia finales del mismo año se estrenó El padrino II y esta vez Coppola le dio más protagonismo a Fredo. Ahora como subjefe a cargo de un club nocturno en Las Vegas, la segunda parte de la saga muestra a un Fredo corrupto y traicionero. «Cazale nos enseñó que el debilucho y el cobarde puede ser un gran papel, absolutamente», sostuvo Philip French de The Observer. Bruce Fretts, de Entertainment Weekly, escribió: «Cazale hace que el orgullo herido de su personaje sea inquietantemente palpable». El crítico David Thomson notó que «desde la primera parte hasta la segunda, Cazale se ha vuelto más como un fantasma. Está más delgado, sus ojos son más exagerados, su frente sobresale más».
Cazale y Pacino volvieron a trabajar juntos, esta vez en la película de robos basada en hechos reales Tarde de perros (1975), que narra el asalto a un banco llevado a cabo por Sal Naturile y Sonny Wortzik. Pacino le pidió al director Sidney Lumet que seleccionara a Cazale como coprotagonista, pero en un principio Lumet no estaba convencido. Tenía treinta y nueve años de edad, mientras que Naturile tenía dieciocho años cuando sucedieron los hechos; sin embargo, el director estuvo de acuerdo después de conocer al actor. Lumet lo vio y a primera vista, debido a su edad, pensó: «Al debe estar loco [...] es lo último que quiero para el papel». Finalmente, el director admitió: «Pero Al tenía gran gusto para elegir actores y yo todavía no lo había visto en El padrino. Y Cazale llegó, e interpretó al personaje, y me rompió el corazón». Después de leer tan solo un par de oraciones de su personaje, el director le dijo: «Es tuyo». Además, el actor llegó a sorprender a Lumet con su improvisación en el rodaje, en particular cuando el personaje de Pacino le pregunta: «¿Hay algún país al que quisieras ir?». El director recordó: «Cazale improvisó su respuesta diciendo, después de una profunda reflexión, "Wyoming". Para mí, esa fue la frase más graciosa y triste de la película, y mi favorita, porque en el guion se suponía que no contestaría. Yo casi arruino la toma porque comencé a reír a carcajadas... pero esa fue una brillante, muy brillante improvisación». Por su papel como Sal, recibió una nominación a los Premios Globo de Oro como mejor actor de reparto.

### Regreso al teatro (1975-1977)
Aunque su participación en El padrino le dio la posibilidad de continuar trabajando en el cine, siguió asistiendo a castings y luchando por conseguir papeles; según Al Pacino, Cazale «estaba ligeramente frustrado porque no estaba consiguiendo más trabajo». Al mismo tiempo, su compromiso con el teatro continuó. Además de su trabajo con el Long Wharf Theatre, apareció en varias obras de Israel Horovitz, diez en total. En mayo de 1975, regresó al Charles Playhouse para actuar con Pacino en La resistible ascensión de Arturo Ui. Ross Wetzston, de The Village Voice, en un artículo sobre la producción, dijo que Cazale «puede ser el mejor actor de Estados Unidos en la actualidad». En 1976, diez años después de su primera colaboración, Cazale y Pacino aparecieron juntos por última vez en la obra The Local Stigmatic, una producción del The Public Theater. El fundador de The Public Theater y productor, Joseph Papp, lo invitó al casting de Medida por medida de William Shakespeare. La productora teatral y amiga de Cazale, Robyn Goodman, recordó cuán «intenso» y «asustado» estaba el actor la noche anterior a la audición, al sentir que no tenía la experiencia suficiente en obras de Shakespeare; pero finalmente logró convencer a Papp y a quien iba a ser su coprotagonista, Meryl Streep. La obra se estrenó el verano de 1976 en el Teatro Delacorte en Central Park. Mel Gussow, de The New York Times, escribió: «El señor Cazale, a menudo elegido como un marginado débil y extravagante, como en El padrino, aquí demuestra una más severa entereza como el tranquilo e imperioso Angelo, quien avanza, como un buitre, para depositar virtud». Durante la producción de la obra, Cazale y Streep comenzaron un romance y se mudaron juntos. Su última aparición en el escenario fue el 29 de abril de 1977, en el papel principal de la obra Agamenón en el Teatro Vivian Beaumont, su única presentación en Broadway. Actuó solamente en la primera función; posteriormente se enfermó y se retiró de la producción. Poco tiempo después, se le diagnosticó cáncer de pulmón.

### Último papel en el cine (1978)
A pesar de que se le diagnosticó cáncer de pulmón, continuó trabajando. Su última aparición fue con Robert De Niro, Christopher Walken y John Savage en el drama bélico The Deer Hunter. El actor aceptó el papel dubitativamente y más tarde le reveló al director Michael Cimino que se encontraba en un tratamiento contra el cáncer. A su pareja por aquel entonces, Meryl Streep, le fue ofrecido un personaje que ella consideraba «indistinto» y «común», sin embargo, aceptó el papel para poder trabajar con él. Cimino, que desde un principio lo quiso como intérprete en la cinta, cambió las fechas de rodaje y filmó primero todas las escenas de Cazale. Debido a su enfermedad, el estudio quiso despedirlo, pero Streep y Cimino amenazaron con abandonar el proyecto si lo hacía. EMI Films le solicitó a Cimino que escribiera un guion alternativo en caso de que el actor muriese durante el rodaje y, en palabras del director, «improvisó un pedazo de mierda absolutamente horrible». Tampoco tenía seguro y, según Streep, De Niro quería a Cazale en la película y él correría con todos los gastos si su fallecimiento alteraba el rodaje, cosa que finalmente no ocurrió. Algunos medios informaron que De Niro había pagado por el seguro de Cazale, hecho que el productor Barry Spikings desmintió. Para una escena en la que somete al personaje de Cazale a un juego improvisado de ruleta rusa, De Niro solicitó que se introdujera un cartucho en el revólver para aumentar la intensidad de la situación. Aunque estuvo de acuerdo, Cazale revisaba obsesivamente el arma antes de cada toma para asegurarse de que la bala real no fuera la siguiente en la recámara. Esta fue su última película, ya que murió seis meses después de completar sus escenas. El crítico David Denby escribió para la revista New York que «como el gusano malicioso Stan, está más allá de los elogios». Gene Siskel también lo mencionó en su reseña para Chicago Tribune y escribió que «Stan es un desastre total pero, no obstante, es un personaje memorable». Vincent Canby, de The New York Times, afirmó: «John Cazale hace que su última actuación en el cine sea memorable como el tipo de neurótico de bar que en cualquier momento podría volverse loco».

## Vida privada
Al llegar a Nueva York, se mudó a un pequeño apartamento sobre la West 69th Street. También vivió en un piso en el Upper West Side y más tarde invirtió parte del dinero obtenido por su trabajo en El padrino para mudarse a un loft en Tribeca sobre la Franklin Street. Solía fumar y beber alcohol en exceso; en 1973, ingresó al Roosevelt Hospital donde se le diagnosticó pancreatitis crónica. Marvin Starkman recordó que los médicos le dijeron que «si quería suicidarse, todo lo que tenía que hacer era empezar a beber de nuevo». Fuera de la pantalla, los más cercanos a él lo describían como inteligente, sensible y gracioso. Si bien no tenía un atractivo físico convencional —Israel Horovitz lo comparó con Francisco de Asís—, según sus colegas no le faltaba la compañía del sexo opuesto. Tuvo varias relaciones románticas, entre ellas con las actrices Verna Bloom y su compañera de reparto en Line, Ann Wedgeworth. En 1976, mientras trabajaba en la obra Medida por medida conoció a Meryl Streep, que más tarde se mudó con él. Según Pacino, Cazale le dijo: «He conocido a la mejor actriz en la historia del mundo», mientras que Marvin Starkman recordó que después de actuar en Medida por medida «de lo único que hablaba era de ella». En ese momento de sus carreras, Cazale era el más reconocido de los dos, y a través de él asistieron al cumpleaños del profesor de teatro Lee Strasberg e iban a restaurantes en Little Italy, donde los dueños insistían en invitar la cena. El director Richard Shepard, quien investigó su historia mientras realizaba el documental Descubriendo a John Cazale, se encontró con que no había mucha información sobre el actor y aunque tenía la idea de hacer un largometraje, terminó haciendo un cortometraje de cuarenta minutos. «Nunca hizo una entrevista filmada y no hay imágenes detrás de escena de él trabajando», dijo Shepard. En otra ocasión, el director y productor del documental afirmó: «La vida de John fue un misterio. Le gustaba beber. Le gustaba fumar. Le gustaban las mujeres hermosas y le gustaba actuar. Su historia personal fue la que fue».

## Muerte
En mayo de 1977, mientras se encontraba realizando Agamenón, comenzó a sentirse mal, al punto de perderse funciones de la obra. Estaba tosiendo sangre y Meryl Streep insistió en que vieran a un médico. Joseph Papp le consiguió una cita de emergencia con su propio doctor. Después de varios días de estudios, se le diagnosticó cáncer de pulmón terminal, lo que probablemente estuvo relacionado con su historial de tabaquismo empedernido. Inmediatamente después del diagnóstico, abandonó la obra y comenzó la radioterapia. Después de filmar The Deer Hunter, Streep aceptó un trabajo en Austria para ayudar a pagar los gastos médicos. La filmación en Austria duró dos meses y medio, más de lo que se le había informado en un principio, y una vez finalizada, la actriz volvió enseguida a Nueva York. De regreso, Streep lo encontró más débil y el cáncer se había propagado a sus huesos. Durante los siguientes cinco meses, Streep acompañó a su pareja a todas las citas con el médico y sesiones de radioterapia. A principios de marzo de 1978, Cazale ingresó al Memorial Sloan Kettering Cancer Center. A pesar del tratamiento, murió el 13 de marzo de 1978, a la edad de cuarenta y dos años. Streep se encontraba con él, como lo había estado durante su enfermedad. Al Pacino dijo: «No he visto casi nadie tan dedicado a alguien que se está muriendo. Verla en ese acto de amor por ese hombre fue inconsolable». Se lo enterró en el cementerio Holy Cross, en Malden (Massachusetts).

## Legado
La revista Vanity Fair lo definió como un «icono del cine de la década de 1970» y «un Zelig de la pantalla, cuya presencia genial y estilo de actuación capturaron el espíritu de la década». Del mismo modo, la revista New York publicó: «La edad de oro de la era de los setenta del cine estadounidense ha sido tan exhaustivamente idealizada que es difícil creer que se haya pasado por alto algo, o alguien, hasta que consideras al actor John Cazale». En el mismo artículo, la publicación agregó: «Llamar a Cazale un Zelig del boom cinematográfico de los setenta es menospreciar su talento y su influencia». Una publicación de Los Angeles Times coincidió con que fue un actor de carácter «sin igual» de la década de 1970. Slant Magazine lo llamó «uno de los grandes actores de carácter descubierto en la década de 1970». En su reseña de Tarde de perros, IGN se refirió a él como «uno de los grandes actores de carácter de todos los tiempos». Gina Piccalo, de The Daily Beast, conjeturó: «Las razones de su exaltado estatus están tan enredadas con la nostalgia por una era perdida del cine como con el respeto por las brillantes actuaciones que este actor camaleónico dio durante su corta permanencia». El crítico David Thomson escribió: «Son las vidas y obras de personas como John Cazale las que hacen que valga la pena ir al cine».
Según el crítico Gene Siskel, era un especialista en interpretar personajes «débiles y emocionalmente perturbados». «Cazale rompió corazones con personificaciones de hombres volátiles, vulnerables y vacilantes», escribió David Germain, de Associated Press, quien lo describió como un actor «cuyo intenso rostro es conocido por aquellos serios fanáticos del cine, pero su nombre a menudo es olvidado». Su actuación se destacaba por el énfasis en pequeños gestos, expresiones faciales y postura; fue descrito como «perfeccionista» y «meticuloso». Time lo definió como «sutil, pero contundente». «John sentía plenamente que, para encontrar al personaje, primero había que encontrar el dolor», aseguró la productora teatral Robyn Goodman. «Nunca estaba satisfecho con su trabajo», dijo Goodman. Meryl Streep añadió que «era un maníaco del trabajo». La actriz explicó: «Yo era más simplista y estaba lista para elegir la primera idea que se me ocurría. Y él decía: "Hay muchas otras posibilidades..."». El productor y director Joseph Papp lo describió como de «un increíble intelecto, una persona extraordinaria y un muy buen y dedicado artista». Debido a su breve carrera, se lo comparó con James Dean y al mismo tiempo se lo definió como un «anti James Dean», por ser considerado un «feo atractivo» del cine. Según ABC, «era la cara B de la masculinidad estadounidense, el mayor exponente de la filosofía del perdedor». Para Marca «nadie ha conseguido mostrar tan bien la debilidad de un personaje». The Boston Globe se preguntó: «¿Por qué Cazale fue tan influyente? En parte, fue por su compromiso con el arte de la actuación». Los directores lo llamaban «20 Questions» —veinte preguntas—, porque para comenzar cualquier escena necesitaba conocer las motivaciones y trasfondo de su personaje.
Su hermano Stephen notó que, incluso después de volverse más reconocido, le pesaba «todo el asunto de aparecer en público» para promover su carrera y que «se dedicó a su oficio, a su arte, a su interpretación. En la parte del ego, no era tan bueno». Aunque no alcanzó a ser una estrella de cine, su talento fue solicitado por algunos de los cineastas más importantes de la época. Sobre el carácter de sus personajes, el periodista Tim Lewis de GQ dijo: «Podía hacerte empatizar con un personaje vulnerable, débil y autodespreciativo; si necesitabas hacer adorable a un tonto psicópata, no había nadie mejor. Cualquier escena en la que estaba parecía volverse más trágica y más cómica». Streep coincidió: «Incluso en los personajes más trágicos, siempre había algo muy gracioso». Bruce Fretts, de Entertainment Weekly, escribió que «él fue la personificación del aforismo "actuar es reaccionar", proporcionando el contrapeso perfecto a sus recurrentes compañeros, los más volátiles emocionalmente Al Pacino y Robert De Niro». Pacino comentó una vez: «Todo lo que yo quería hacer era trabajar con John por el resto de mi vida. Él era mi compañero de actuación». Marca agregó: «Pacino se quedó corto. Cazale es, por méritos propios, el compañero de actuación de toda una generación». El periódico ABC explicó que «pese a sus logros, su nombre apenas es un resuello en los anales de la historia del cine, muy lejos de lo que estaba llamado a ser, un actor legendario». Asimismo, Noel Ceballos de GQ opinó que «podría haber sido el más grande de su generación. No un mito trágico, sino un mito a secas». El New York Post escribió: «El actor más grande que nunca puedes olvidar, o recordar, se llamaba John Cazale. En tanto que CNN sostuvo que «probablemente es el actor desconocido más famoso de la historia del cine». El director Richard Shepard lo describió como «un pequeño y extraño asterisco en la historia del cine estadounidense». «Fue y sigue siendo el maestro indiscutible de la gente común y corriente en Hollywood», según Jackson Arn, de The New Yorker. «Se destacó interpretando a personas débiles, raras, sin principios y visiblemente incómodas consigo mismas. Como dije, gente común y corriente».
Desde 1984, funciona el McGinn/Cazale Theatre, nombrado en su honor y en el del actor Walter McGinn, un amigo y compañero de la universidad que murió el año anterior a él en un accidente automovilístico. El teatro, ocupado por la compañía Second Stage Theatre, está ubicado en 2162 Broadway en la 76th Street, sobre el Promenade Theatre en el cuarto piso.
Su vida y carrera se plasmó en el documental Descubriendo a John Cazale (I Knew It Was You: Rediscovering John Cazale), que se estrenó en el Festival de Cine de Sundance de 2009. La realización del documental surgió a partir de la admiración del director Richard Shepard por Cazale, a quien seguía desde niño. Cuando Brett Ratner se enteró de que Shepard iba a hacer un filme sobre Cazale —también su actor favorito— se encargó de contactar a HBO para conseguir financiación. El director describió el documental como «una historia de detectives», refiriéndose a que no había suficiente información sobre el actor y tuvo que descubrir algunos datos básicos a medida que llevaba a cabo las entrevistas. En Descubriendo a John Cazale, Pacino —que actuó con él en tres películas y tres producciones teatrales— comentó: «Creo que aprendí más de John sobre actuación que de nadie más». En otra ocasión, Pacino declaró que «fue uno de los grandes actores de nuestro tiempo, de ese tiempo, de cualquier tiempo». De acuerdo con Shepard, Pacino admitió que «siempre terminaba sobreactuando» en cada obra a la que Cazale asistía como espectador, «porque quería impresionar mucho a John». Además de realzar el rendimiento de los actores con los que trabajaba e influenciar a algunos de ellos —Pacino y Streep—, inspiró a una nueva generación de actores, entre los que se incluyen Philip Seymour Hoffman, Sam Rockwell, Steve Buscemi y Michael Fassbender.
La escena de El padrino II en donde Michael confronta a Fredo en Cuba se ha vuelto una de las más memorables de la trilogía. Contenida en dicha escena, la frase de Michael Corleone «I know it was you, Fredo. You broke my heart. You broke my heart.» —«Sé que fuiste tú, Fredo. Me rompiste el corazón. Me rompiste el corazón.»— fue considerada por el American Film Institute para ser incluida en su lista «100 años... 100 frases». Con respecto a esa escena, la revista Empire escribió: «Como tantos otros momentos de El padrino, la fuerza y la fama de esta escena ha calado desde entonces en la cultura popular; 'Fredo' es ahora un nombre tan sinónimo como Judas o Lando Calrissian para las traiciones descorazonadoras». El beso de la muerte que recibe Fredo, también conocido como «The Fredo Kiss», se volvió célebre y se ha hecho alusión a él en las series de televisión Brooklyn Nine-Nine y New Girl. En referencia a que Fredo es el más débil y menos inteligente de sus hermanos, el término «Fredo» ha llegado a referirse a un miembro débil de un grupo, especialmente uno de varios hermanos en una familia.

## Filmografía
Cazale actuó en cinco largometrajes, todos ellos nominados al Óscar a la mejor película, de los cuales tres consiguieron la estatuilla: El padrino, El padrino II y The Deer Hunter. Los filmes en los que participó obtuvieron un total de cuarenta candidaturas a los Óscar. Asimismo, todos sus largometrajes se seleccionaron para su preservación en el National Film Registry por la Biblioteca del Congreso de Estados Unidos. Después de su muerte, se utilizó metraje previamente archivado para incluir escenas retrospectivas de su personaje en El padrino III, cinta que también recibió una candidatura al Óscar como mejor película.
En una publicación para The Guardian, Ryan Gilbey lo nombró como uno de los actores con la «mejor filmografía», mientras que otros medios consideraron sus trabajos como obras maestras o películas de culto. El autor Phil Dellio escribió que su carrera en el cine fue «una combinación de brillantez y fugacidad ni siquiera igualada por James Dean». Tras el estreno de El padrino, Pacino pronosticó que Cazale podría ser nominado al Óscar como mejor actor de reparto; aunque el filme recibió múltiples candidaturas por sus actuaciones, él no recibió ninguna. Ya con un papel más destacado en la segunda parte de la trilogía, se especuló que el actor finalmente recibiría una nominación, pero al igual que en la edición anterior, no fue nominado.
Su único reconocimiento importante como actor de cine llegó en 1976, cuando obtuvo una nominación al Globo de Oro como mejor actor de reparto por Tarde de perros. Cazale había aprendido a contextualizar la falta de reconocimiento. Mientras filmaba The Deer Hunter, le dijo al reportero de Pittsburgh Press Edward L. Blank: «Si tienes alguna inclinación hacia la paranoia, ese tipo de cosas la sacarán a relucir. Te dices a ti mismo: "¿Qué tengo que hacer para obtener un reconocimiento de ese tipo?". Luego lo vuelves a poner en perspectiva y te preguntas cuánto importa realmente ese o cualquier premio».
| Año  | Título           | Papel                    | Director             | Notas                        |
| ---- | ---------------- | ------------------------ | -------------------- | ---------------------------- |
| 1962 | The American Way | Beatnik                  | Marvin Starkman      | Cortometraje / Montajista    |
| 1968 | N.Y.P.D.         | Tom Andrews              | David Pressman       | Episodio: «The Peep Freak»   |
| 1969 | The Box          | —                        | Marvin Starkman      | Cortometraje / Cinefotógrafo |
| 1972 | El padrino       | Fredo Corleone           | Francis Ford Coppola |                              |
| 1974 | La conversación  | Stanley «Stan»           | Francis Ford Coppola |                              |
| 1974 | El padrino II    | Fredo Corleone           | Francis Ford Coppola |                              |
| 1975 | Tarde de perros  | Salvatore «Sal» Naturile | Sidney Lumet         |                              |
| 1978 | The Deer Hunter  | Stanley «Stan»/«Stosh»   | Michael Cimino       |                              |

| Metraje de archivo | Metraje de archivo               | Metraje de archivo          | Metraje de archivo   | Metraje de archivo |
| Año                | Título                           | Papel                       | Director             | Notas              |
| ------------------ | -------------------------------- | --------------------------- | -------------------- | ------------------ |
| 1977               | The Godfather Saga               | Fredo Corleone              | Francis Ford Coppola |                    |
| 1990               | El novato                        | Fredo Corleone              | Andrew Bergman       |                    |
| 1990               | El padrino III                   | Fredo Corleone              | Francis Ford Coppola |                    |
| 1992               | The Godfather Trilogy: 1901-1980 | Fredo Corleone              | Francis Ford Coppola |                    |
| 2006               | El padrino (videojuego)          | Fredo Corleone              | —                    | Sin acreditar      |
| 2009               | Descubriendo a John Cazale       | Fredo Corleone / Stan / Sal | Richard Shepard      | Cortometraje       |

## Obras de teatro
| Año  | Título                               | Papel             | Teatro                                     | Ref.    |
| ---- | ------------------------------------ | ----------------- | ------------------------------------------ | ------- |
| 1959 | Hotel Paradiso                       |                   | Charles Playhouse, Boston                  | [ 26 ]  |
| 1959 | Our Town                             |                   | Charles Playhouse, Boston                  | [ 26 ]  |
| 1960 | Paths of Glory                       |                   | Equity Library Theatre, off-Broadway       | [ 110 ] |
| 1962 | J.B.                                 |                   | Master Theatre, off-Broadway               | [ 29 ]  |
| 1965 | The Sign in Sidney Brustein's Window |                   | Gira nacional                              | [ 33 ]  |
| 1966 | The Indian Wants the Bronx           | Gupta East Indian | Eugene O'Neill Theatre Center, Connecticut | [ 111 ] |
| 1967 | Line                                 | Dolan             | Cafe La MaMa, off-Broadway                 | [ 39 ]  |
| 1968 | The Indian Wants the Bronx           | Gupta East Indian | Astor Place Theatre, off-Broadway          | [ 112 ] |
| 1970 | Spoon River Anthology                |                   | Long Wharf Theatre, off-Broadway           | [ 113 ] |
| 1970 | The Country People                   | Vassya            | Long Wharf Theatre, off-Broadway           | [ 42 ]  |
| 1970 | Black Comedy & The White Liars       |                   | Long Wharf Theatre, off-Broadway           |         |
| 1971 | Line                                 | Dolan             | Lucille Lortel Theatre, off-Broadway       | [ 46 ]  |
| 1971 | The Contractor                       |                   | Long Wharf Theater, off-Broadway           | [ 44 ]  |
| 1972 | The Iceman Cometh                    |                   | Long Wharf Theatre, off-Broadway           | [ 43 ]  |
| 1973 | Alfred the Great                     | Will              | Pittsburgh Playhouse, off-Broadway         | [ 114 ] |
| 1975 | La resistible ascensión de Arturo Ui | Givola            | The Public Theatre, off-Broadway           | [ 55 ]  |
| 1976 | The Local Stigmatic                  |                   | The Public Theatre, off-Broadway           | [ 11 ]  |
| 1976 | Medida por medida                    | Angelo            | Delacorte Theatre, off-Broadway            | [ 25 ]  |
| 1977 | Agamenón                             | Agamenón Egisto   | Vivian Beaumont Theatre, Broadway          | [ 56 ]  |

| Premios | Premios      | Premios               | Premios                    | Premios   | Premios |
| Año     | Premio       | Categoría             | Obra                       | Resultado | Ref.    |
| ------- | ------------ | --------------------- | -------------------------- | --------- | ------- |
| 1968    | Premios Obie | Actuación distinguida | The Indian Wants the Bronx | Ganador   | [ 115 ] |
| 1968    | Premios Obie | Actuación distinguida | Line                       | Ganador   | [ 115 ] |